# Военное сотрудничество Беларуси и России

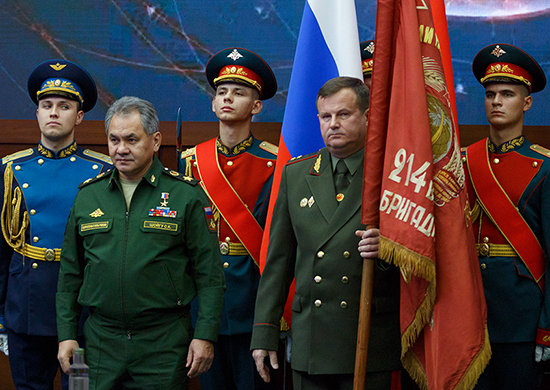
Министр обороны России
Сергей Шойгу и министр обороны Белоруссии Андрей Равков, 2015 год.

Военное сотрудничество Белоруссии и России — деятельность в области двухсторонних отношений Республики Беларусь и Российской Федерации, связаная с участием двух государств и их вооружённых сил в совместной военной деятельности, направленной на достижение общих военно-политических целей. Одной из составных частей здесь является военно-техническое сотрудничество, которое подразумевает торговлю продукцией военного назначения, а также её разработку и производство.

## Органы
Вопросами военного сотрудничества с другими государствами в Минобороны России занимается Главное управление международного военного сотрудничества. В военном ведомстве Белоруссии эти функции выполняет Департамент международного военного сотрудничества.

## Общая характеристика

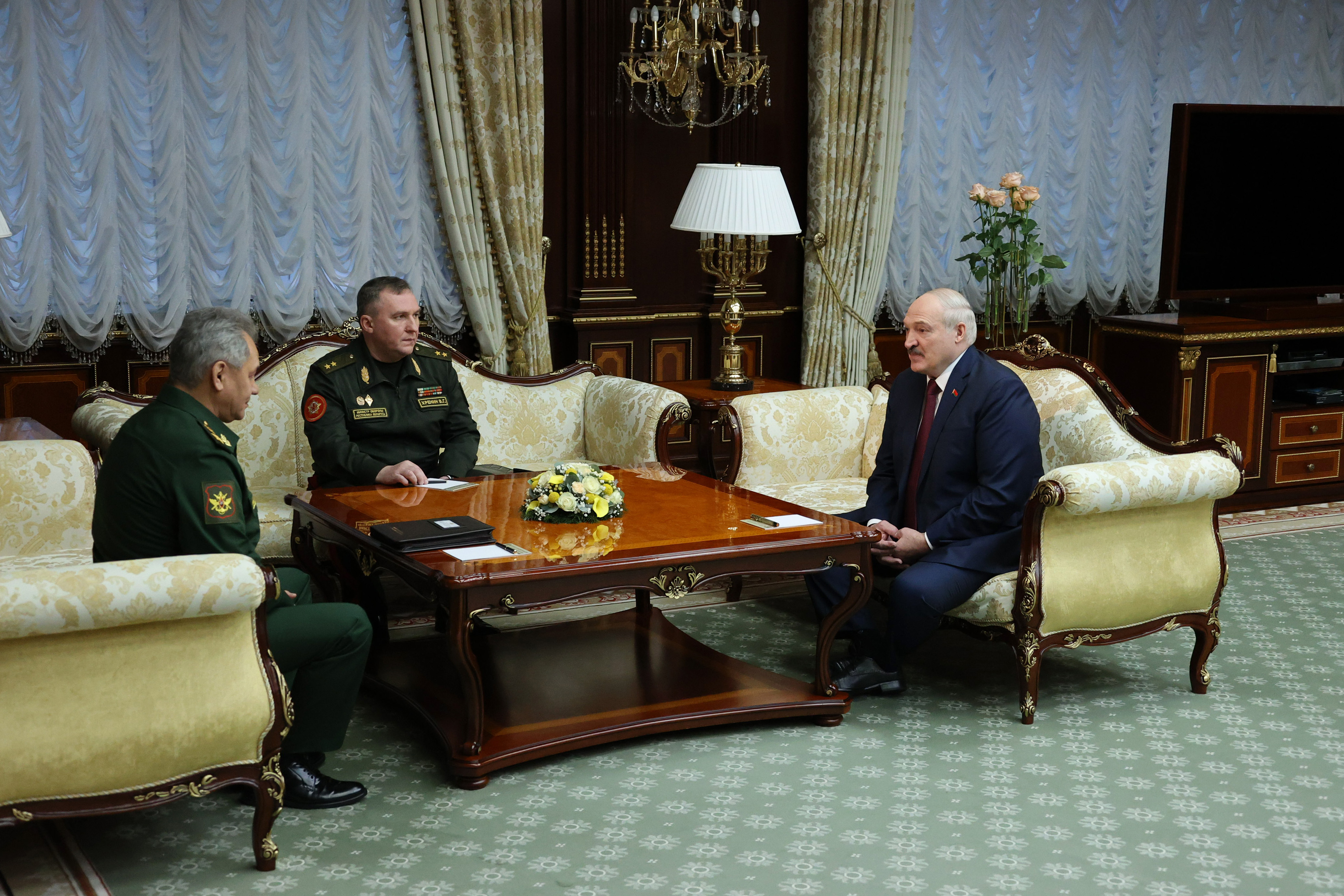
Встреча президента Белоруссии Александра Лукашенко с министром обороны России Сергеем Шойгу, 2022 год.

Взаимодействие двух государств основывается на взаимных усилиях сторон по поддержанию необходимого военного потенциала двух государств, организации и осуществлении совместных мер по предотвращению военной угрозы и отражению возможной агрессии на общем оборонном пространстве. Страны сходятся в необходимости дальнейшего развития и совершенствования Региональной группировки войск (РГВ), которая функционирует с 2000 года. За это время проведена серия учений и тренировок, в ходе которых решены задачи оперативной совместимости белорусского и российского элементов РГВ, определён оптимальный боевой состав группировки, созданы все обеспечивающие системы.
Важным шагом по укреплению оборонного потенциала Союзного государства является дальнейшее развитие Единой региональной системы ПВО. Ежегодно проводятся тактические учения подразделений ВВС и войск ПВО Беларуси с боевой стрельбой на российских полигонах, одним из направлений взаимодействия является несение совместного боевого дежурства по ПВО.
2 марта 2021 года министерства обороны двух стран подписали программу стратегического партнерства на пять лет. В тот же день президент Белоруссии Александр Лукашенко предложил разместить российские самолёты на белорусских базах. 5 марта министры обороны России и Белоруссии Сергей Шойгу и Виктор Хренин договорились о создании трёх центров совместной подготовки военных.
10 октября 2022 года президент Белоруссии Александр Лукашенко объявил о создании Региональной группировки войск (РГВ) на основе белорусских вооружённых сил. Причиной тому, по его словам стало, обострение ситуации на западных границах Союзного государства. Общая участие российских вооруженных сил в РГВ составила девять тысяч военнослужащих, около 170 танков, 200 боевых бронированных машин и до 100 орудий и миномётов.
17 октября 2022 года министр обороны Белоруссии Виктор Хренин сообщил, что региональная группировка войск приступила к выполнению задач по вооруженной защите Союзного государства.

## Военно-техническое сотрудничество

### Договорная база
Военно-техническое сотрудничество двух государств осуществляется в соответствии с действующими межправительственными соглашениями. Всего было заключено более 40 договоров, среди которых:
- Соглашение о военно-техническом сотрудничестве (29 октября 1993);
- Соглашение о производственной и научно-технической кооперации предприятий оборонных отраслей промышленности (20 мая 1994);
- Соглашение о едином порядке экспортного контроля (13 апреля 1999)
- Соглашение о порядке взаимодействия при осуществлении экспорта продукции военного назначения в третьих страны (6 июля 2000);
- Соглашение о взаимной охране прав на результаты интеллектуальной деятельности, используемые и полученные в ходе двухстороннего военно-технического сотрудничества (21 апреля 2004);
- Договор о развитии военно-технического сотрудничества (10 декабря 2009);
- Соглашение о реализации Программы военно-технического сотрудничества до 2020 года (25 декабря 2013).

### Белорусские поставки

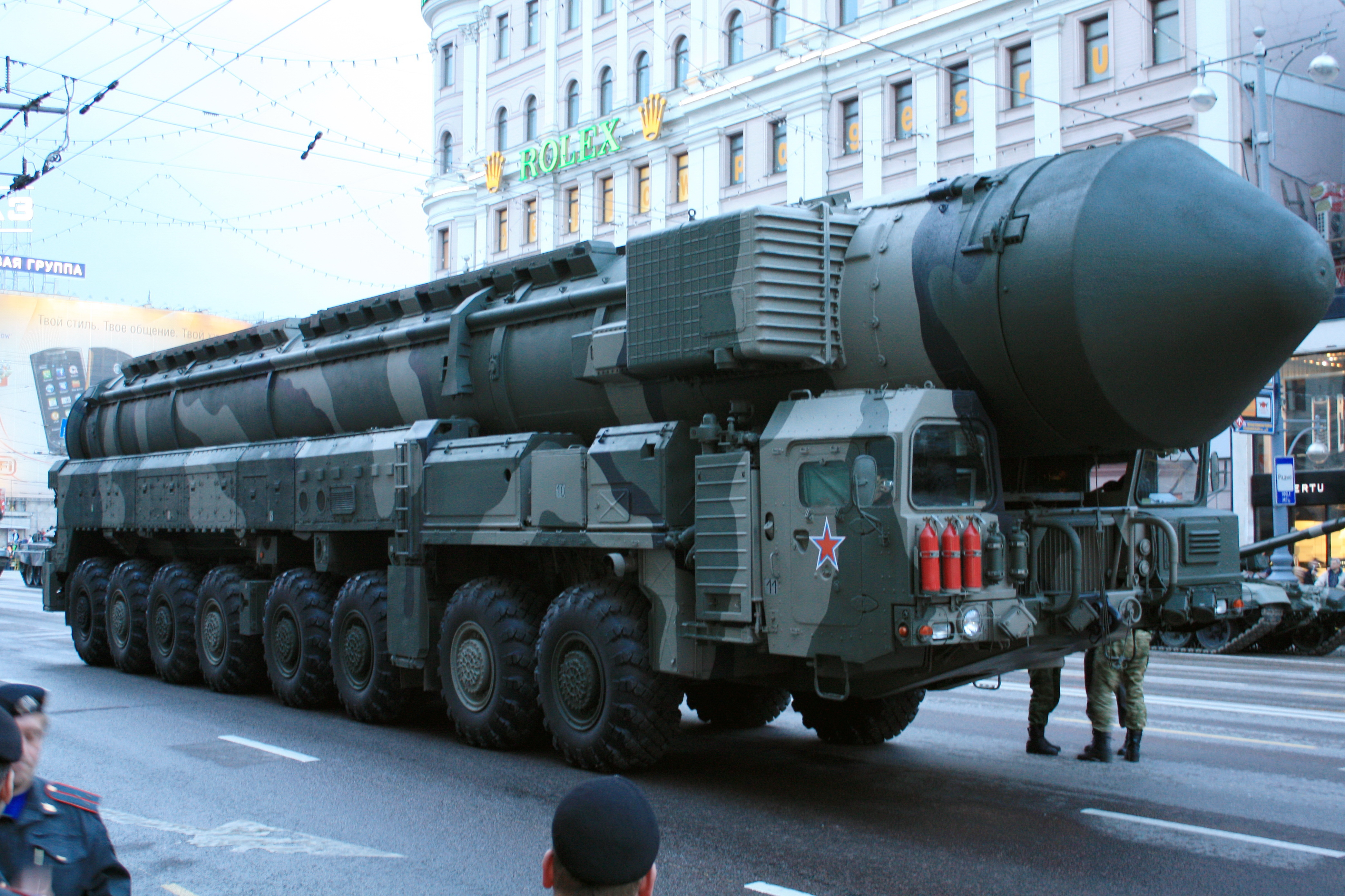
Комплекс «Тополь» на белорусском шасси МЗКТ-79221.

В 2018 году товарооборот двух стран в военной сфере составил 600 миллионов долларов, а экспорт из республики превысил российский импорт. Ежегодно из Белоруссии в Россию поставляется военной продукции на 200—300 миллионов.
По данным Госкомвоенпрома Республики Беларусь, 99 белорусских предприятий поставляют 1880 наименований комплектующих и элементов вооружений для 255 предприятий оборонно-промышленного комплекса России, а доля поставок из Белоруссии составляет около 15%.
Особенно важное значение имеют поставки многоосных специальных колёсных шасси, выпускаемых ОАО «Минский завод колесных тягачей» (МЗКТ). На Россию приходится около половины всего экспорта МЗКТ, а комплектующие для производства техники поступают на этот завод с 280 российских предприятий.
Так на специальных колесных шасси большой грузоподъемности МЗКТ-79221 размещаются мобильные пусковые установки межконтинентальных баллистических ракет (МБР) российских подвижных грунтовых ракетных комплексов (ПГРК) «Тополь-М» и «Ярс». На минских шасси также размещаются боевые средства оперативно-тактических ракетных комплексов (ОТРК) «Искандер», береговых ракетных комплексов (БРК) «Бастион» и «Бал», реактивных систем залпового огня (РСЗО) «Ураган-1М», самоходные пусковые установки и мобильные РЛС зенитной ракетной системы (ЗРС) С-400 «Триумф», машины инженерного обеспечения и маскировки (МИОМ) инженерных частей ракетных войск стратегического назначения (РВСН), тяжелые механизированные мосты ТММ-6, первый опытный образец ЗРС С-500 «Прометей» (шасси семейства МЗКТ-7930), пусковые установки и РЛС обнаружения ЗРС С-300П, пусковые установки РСЗО «Смерч», береговые самоходные артиллерийские комплексы «Берег», машины обеспечения боевого дежурства (МОБД) ракетных войск стратегического назначения (РВСН) (шасси МЗКТ-543М) и др. Гусеничные шасси МЗКТ используются в российских зенитных ракетно-пушечных комплексах (ЗПРК) «Тунгуска» (шасси ГМ-352 и ГМ-352М), самоходных зенитных ракетных комплексах (ЗРК) «Тор» (ГМ-355).
Комплектующие изделия белорусского производства используются в российских танках (в т.ч. Т-90, Т-80, Т-72), боевых машинах пехоты и десанта, бронированных ремонтно-эвакуационных машинах, РСЗО и реактивных снарядах к ним, самоходных артиллерийских орудиях и гаубицах, противотанковых ракетных и зенитных ракетно-пушечных комплексах, стрелковом оружии и средствах ближнего боя.

### Российские поставки

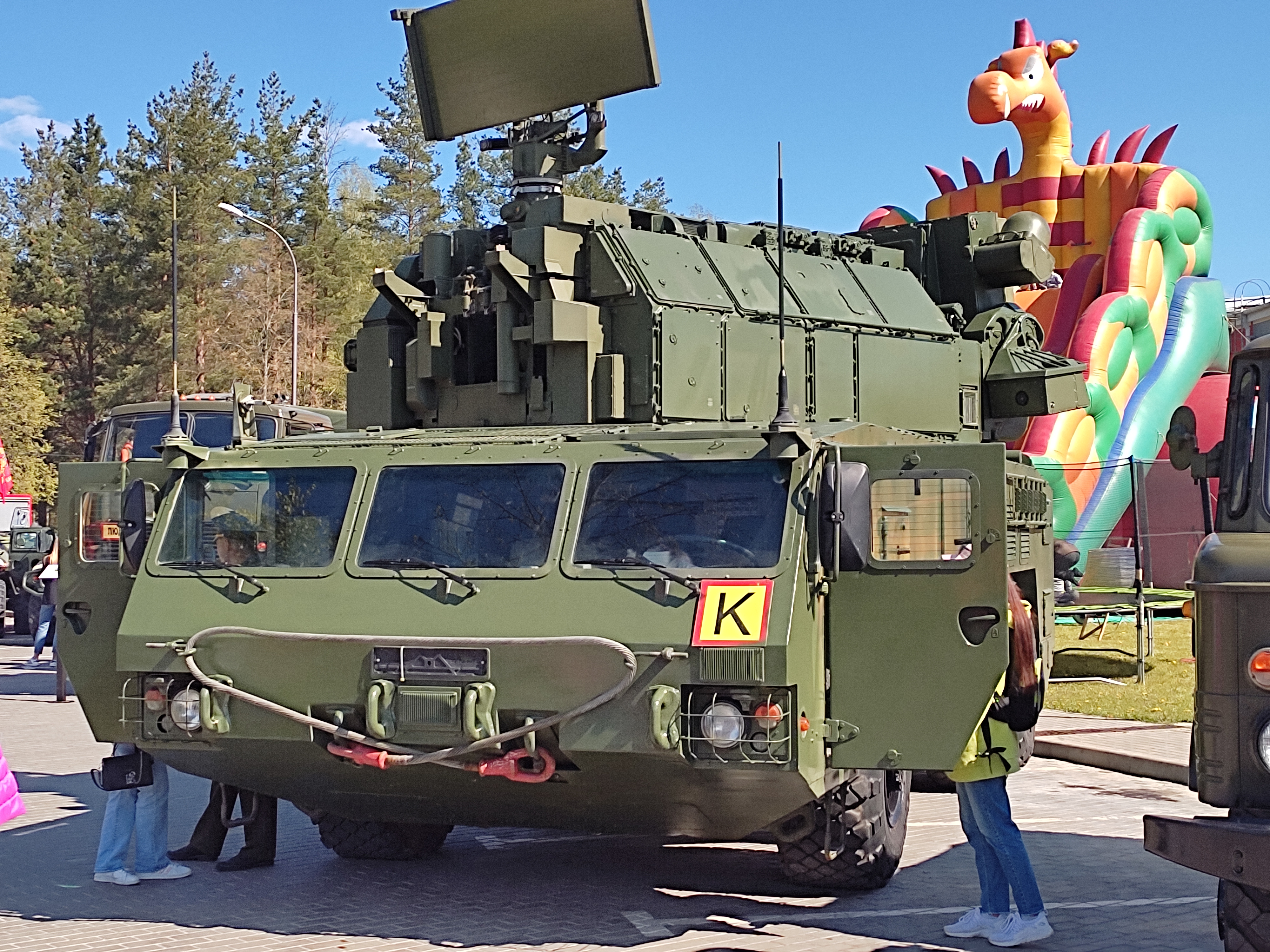
Российский ЗРК «Тор», 1146-й гвардейский зенитно-ракетный полк, Островец.

Российская Федерация является основным поставщиком оружия и военной техники для белорусской армии. Среди поставок истребители завоевания господства в воздухе Су-30СМ, учебные самолёты Як-130, вертолёты Ми-8МТВ-5, системы ПВО «Тор» и «Противник-ГЕ», танки Т-72Б3, бронетранспортёры БТР-80А, снайперские винтовки МЦ-116М и многие другие виды вооружёния, разработанные в СССР и современной России.
940 российских предприятий в рамках производственной кооперации поставляют 67 предприятиям ВПК Белоруссии около 4000 наименований продукции.
По данным военного аналитика Александра Алесина, на 2017 год больше 98% вооружения в белорусской армии — советское и российское, и авторский надзор за ее эксплуатацией осуществляют российские разработчики — правопреемники советских. И хотя практически весь текущий ремонт, сервис и многие виды модернизации для ВС Белоруссии и для третьих стран выполняют местные предприятия, они должны получать разрешения разработчиков из России.
Поставки вооружений ведутся на основании договора «О взаимных поставках продукции военного, двойного и гражданского назначения в условиях угрозы агрессии или войны», подписанным в декабре 2009.
В сентябре 2021 года Минск согласовал с Москвой перечень российского вооружения, которое Белоруссия закупит у России до 2025 года, более чем на $1 млрд. По словам белорусского президента Александра Лукашенко, речь идёт о десятках самолётов и вертолётов, ЗРК «Тор-М2», а также о поставках систем ПВО С-400.

### Кооперации
Российский ВПК сотрудничает со 120-ю белорусскими заводами и конструкторскими бюро по 1600 видам военно-технической продукции. Сотрудничество именно в военной сфере считается наиболее успешным направлением взаимодействия двух стран.
Велась работа по созданию совместных российско-белорусских сервисных технических центров по восстановительному ремонту средств зенитного ракетного комплекса «Тор», по обслуживанию и ремонту радиоэлектронного вооружения российского и советского производства, а также мобильного центра по ремонту российской бронетанковой техники.
Россия и Белоруссия проводят совместные работы по модернизации вооружений и военной техники. Наиболее ярким примером в этой сфере является Межгосударственная финансово-промышленная группа (МФПГ) «Оборонительные системы», созданная в 2000 году, в которую вошли 5 белорусских и 12 российских предприятий.

## Подготовка и обучение

### Военное образование
С 2006 года осуществляется обучение белорусских военнослужащих в ВУЗах Министерства обороны Российской Федерации в рамках реализации Соглашения о подготовке военных кадров для государств-членов ОДКБ. На 2021 год в российских военно-учебных заведениях (филиалах военно-учебных заведений) обучалось свыше 400 белорусских военнослужащих. Кроме того в вузах МО РФ проводятся краткосрочные курсы повышения квалификации по программам дополнительного профессионального образования военнослужащих из Белоруссии.

### Совместные учения
Начиная с 2009 года проводятся совместные военные учения «Запад». Помимо этого, организовано участие в конкурсах «Армейских международных игр», оперативно-тактических учениях «Славянское братство» и стратегических командно-штабных учениях «Кавказ».
10 февраля 2022 года начались масштабные совместные военные учения «Союзная решимость — 2022» (см. также Запад-2021).

### Белорусские инструкторы
В марте 2023 года Минобороны РБ опубликовало кадры с подготовки белорусскими инструкторами российских военных. Военнослужащие РФ совершенствовали свою стрельбу из автоматов, практиковались в вождении бронетехники, изучали тактическую медицину, прошли инженерную подготовку и психологическую полосу препятствий. Еврорадио сообщило, что обучение проводилось для дальнейшего участия в российском вторжении в Украину.
В апреле начальник главного управления боевой подготовки генерал-майор Александр Бас заявил БЕЛТА, что около 500 белорусских инструкторов готовят военных региональной группировки войск. Как он отметил, обучение проводится на основании анализа форм и способов применения войск во время конфликта в Украине.
Для подготовки бойцов, в том числе российских мобилизированных, были созданы палаточные лагеря на полигонах «Лепельский» под Лепелем, «Репища» под Осиповичами и «Обуз-Лесновский» под Барановичами.  Обучение проводилось с октября 2022 года по 3 июля 2023 года, после чего объекты свернули. Всего подготовку в Белоруссии прошло до нескольких тысяч мобилизированных россиян.

## Российские военные объекты
В Белоруссии размещены два военных объекта российских ВС:
- РЛС «Волга» (Барановичи) — входит в состав системы предупреждения о ракетном нападении. Поставлена на боевое дежурство 1 октября 2003 года. Станция дециметрового диапазона позволяет отслеживать пуски МБР на северо-западном ракетоопасном направлении. Согласно соглашениям, подписанным 6 января 1995 года, всё недвижимое имущество и занимаемый «Волгой» и её инфраструктурой земельный участок переданы российской стороне.
- 43-й узел связи ВМФ (Вилейка) — обеспечивает связь на частотах сверхдлинных волн Главного штаба ВМФ России с атомными подводными лодками, несущими боевое дежурство в районах Атлантического, Индийского и частично Тихого океанов.

## Ядерное оружие
В марте 2023 года Владимир Путин сообщил о размещении российского тактического ядерного оружия в Белоруссии через несколько дней после совместного заявления России и Китая о том, что «все ядерные державы не должны размещать ядерное оружие за пределами национальных территорий».  Спустя несколько дней президент Белоруссии Александр Лукашенко во время обращения к народу и парламенту заявил о том, что при необходимости договорится с Россией о размещении на территории своей страны стратегического ядерного оружия для обеспечения суверенитета и независимости. Одновременно, с этим глава государства сообщил о своем поручении восстановить все площадки, предназначенные для размещения стратегических ракетных комплексов «Тополь».
25 мая министры обороны России и Белоруссии подписали соглашение о размещении тактического ядерного оружия на территории Белоруссии.
1 августа Александр Лукашенко заявил о том, что большая часть тактического ядерного оружия из России, предназначенного для размещения в Белоруссии, уже находится на территории его страны. Так же он сказал, что надеется, что ему не придется его применять.